# 愛知県道453号明治村小牧線
愛知県道453号明治村小牧線（あいちけんどう453ごう めいじむらこまきせん）は、愛知県犬山市南部と同県小牧市東部を結ぶ一般県道である。

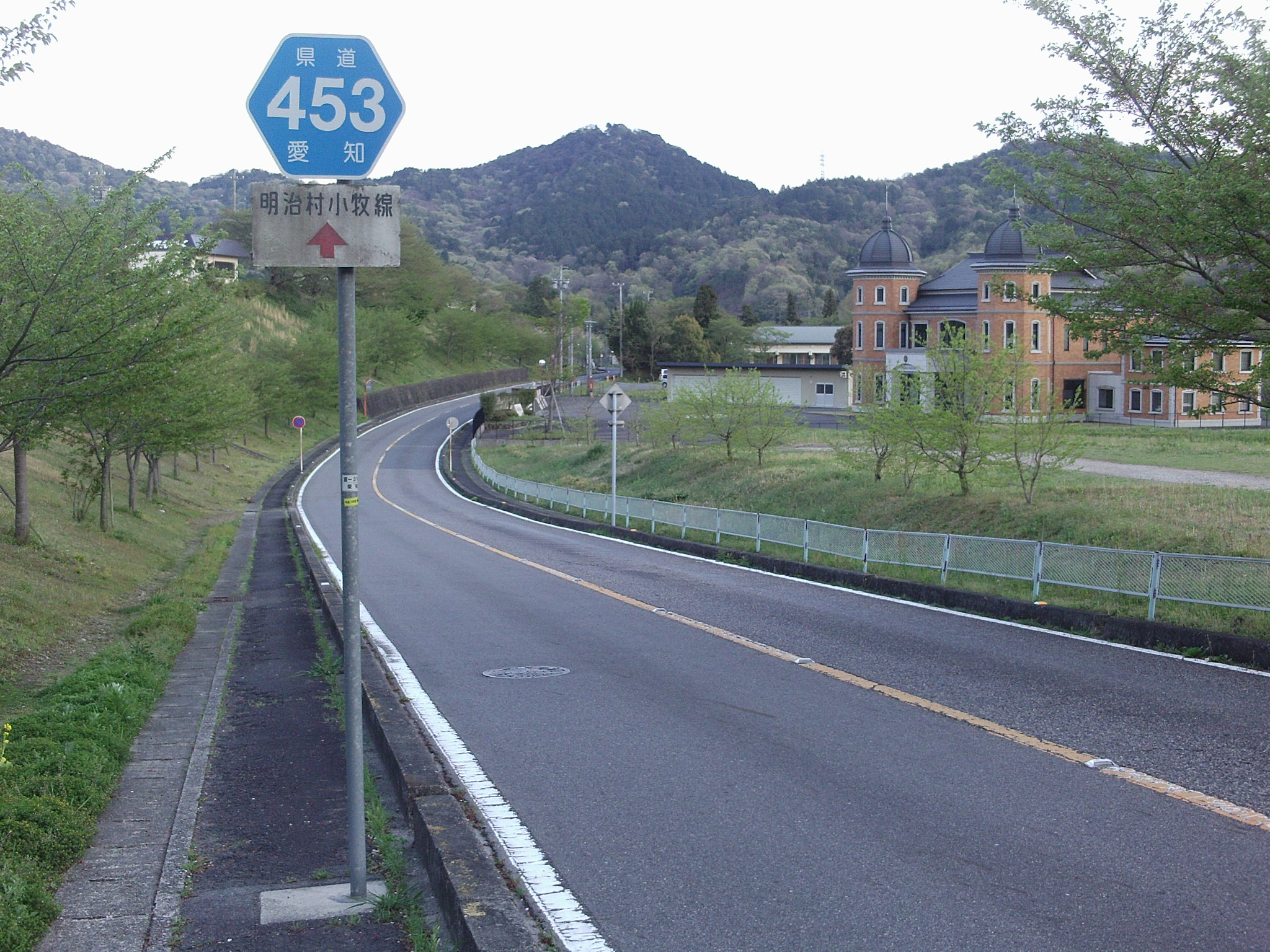
起点の明治村側。入鹿池の西側を通る。

## 概要

### 路線データ
- 起点：愛知県犬山市堤下
- 終点：愛知県小牧市桃ケ丘3丁目
- 総延長：約5km

## 沿革
- 1995年3月31日：認定

## 通過する自治体
- 愛知県
  - 犬山市
  - 小牧市

## 接続する道路
- 愛知県道16号多治見犬山線（犬山市杁下地内・池野交差点間で重複）
- 愛知県道178号明知小牧線（野口交差点）
- 愛知県道195号荒井大草線（篠岡交差点）
- 国道155号（小牧市桃ヶ丘3丁目地内：インターチェンジ）

## 周辺
- 博物館明治村
- 犬山市池野出張所
- 桃花台ニュータウン